# 小五趾跳鼠
小五趾跳鼠（学名：Allactaga elater）为跳鼠科五趾跳鼠属的动物。在中国大陆，分布于新疆等地，主要生活于荒漠、半荒漠。该物种的模式产地在哈萨克斯坦。

## 亚种
- 小五趾跳鼠北疆亚种（学名：Allactaga elater dzungariae），Thomas于1912年命名。在中国大陆，分布于新疆（北部）等地。该物种的模式产地在新疆古城东100英里处。[3]